# Guardia Nacional de Nicaragua
La Guardia Nazionale del Nicaragua, in spagnolo Guardia Nacional de Nicaragua o semplicemente Guardia, fu la forza armata del Nicaragua dal 1925 al 1979, ricoprendo le funzioni sia di esercito che di gendarmeria e forza di polizia della nazione.
Creata con l'assistenza diretta degli Stati Uniti d'America durante il periodo dell'Occupazione statunitense del Nicaragua, la Guardia fu lo strumento di potere della dittatura instaurata sul paese da Anastasio Somoza García e dai suoi successori, divenendo famosa per lo scarso rispetto dei diritti umani e la corruzione che la caratterizzava. La Guardia fu infine sconfitta nel corso della "Rivoluzione sandinista" dalle forze guerrigliere del Fronte Sandinista di Liberazione Nazionale.

## Storia
Il primo nucleo della Guardia nazionale del Nicaragua fu istituito nel 1925: le forze militari degli Stati Uniti, impegnate nell'occupazione del paese fin dal 1912, crearono una nuova forza armata governativa nicaraguense dopo il sostanziale collasso dell'esercito nazionale a seguito degli eventi della guerra civile del 1926-1929; la Guardia, fondamentalmente una milizia, doveva fungere da sostegno alle unità dello United States Marine Corps impegnate nella dura guerriglia anti-statunitense portata avanti dal movimento ribelle di Augusto César Sandino ("Esercito difensore della sovranità nazionale" o ESDN), e ricevette quindi armi, equipaggiamento, addestramento e ufficiali dagli Stati Uniti. Il presidente Juan Bautista Sacasa scelse come primo comandante ("direttore capo") della Guardia Anastasio Somoza García, figlio di un ricco piantatore di caffè salito rapidamente nei ranghi dell'esercito e dell'amministrazione nicaraguense grazie ai suoi buoni rapporti con le autorità statunitensi.
Con lo scoppio della grande depressione le forze statunitensi furono ritirate dal Nicaragua nel 1933; furono avviati colloqui di pace tra il governo e lo ESDN, ma vista la richiesta dei ribelli di sciogliere la Guardia nazionale il 21 febbraio 1934 Somoza fece arrestare e giustiziare a tradimento Sandino mentre si recava a una seduta dei negoziati: privi della loro carismatica guida, i ribelli dello ESDN furono ben presto annientati dalle offensive della Guardia nel giro di un mese. Nel giugno 1936, infine, Somoza obbligò alle dimissioni il presidente Sacasa assumendo egli stesso la presidenza del Nicaragua; fedele agli interessi economici degli Stati Uniti sul Nicaragua, Somoza instaurò sul paese una dittatura profondamente corrotta, espropriando beni e risorse a suo favore e distribuendo le principali cariche pubbliche tra i membri della sua famiglia. La Guardia nazionale, unica forza militare e di polizia del Nicaragua, continuamente modernizzata grazie agli aiuti militari statunitensi forniti sulla base dei termini del programma Lend-Lease e del Trattato interamericano di assistenza reciproca, divenne il più importante strumento di potere della famiglia Somoza, reprimendo ogni forma di dissenso e ribellione nel paese; come riportarono alcuni commentatori, la Guardia era "un esercito che occupava il proprio paese". Principalmente un mezzo di repressione interna, il coinvolgimento della Guardia in questioni militari estere fu minimo: nel 1956 si ebbero alcune scaramucce di frontiera con l'Honduras, mentre nel 1965 un contingente nicaraguense fu inviato a unirsi a una missione di peacekeeping dell'Organizzazione degli Stati americani nella Repubblica Dominicana; nei primi anni 1960 la Guardia fornì poi appoggio ai movimenti anticomunisti cubani impegnati nella fallimentare invasione della baia dei Porci.
L'intesificazione della repressione e della corruzione politica sotto il nuovo presidente Anastasio Somoza Debayle, figlio di Somoza García, portarono alla nascita nei primi anni 1960 del movimento politico del "Sandinismo", poi concretizzatosi nella formazione del Fronte Sandinista di Liberazione Nazionale e nell'avvio della lotta armata. Gli iniziali successi della guerriglia subirono una battuta d'arresto dopo una grande controffensiva della Guardia nazionale nel 1963, mentre nell'agosto del 1967 le operazioni della Guardia nel Nicaragua sud-occidentale inflissero così tante perdite ai ribelli da ridurne al minimo l'attività; la pessima gestione del terremoto di Managua del 1972 da parte delle autorità nicaraguensi, con gran parte degli aiuti internazionali che finirono intascati direttamente dagli ufficiali della Guardia, causarono però una recrudescenza dell'ostilità popolare contro il regime della famiglia Somoza e nel 1974 il FSLN riprese attivamente la guerriglia.
Nel gennaio 1978 la Guardia nazionale poteva contare su un organico di 7 000 uomini distribuiti tra 16 compagnie di fanteria per la sicurezza interna, un battaglione di fanteria per operazioni campali ("Battaglione di combattimento Somoza"), una compagnia meccanizzata dotata di autoblindo T17 Staghound e carri armati M4 Sherman e M3/M5 Stuart, il Battaglione della guardia presidenziale, un battaglione di genieri, una batteria di artiglieria campale e una batteria di artiglieria antiaerea; armi ed equipaggiamenti erano costituiti in maggioranza da vecchie ordinanze statunitensi della seconda guerra mondiale o materiali di surplus della guerra di Corea e della guerra del Vietnam, ma una certa assistenza militare nonché forniture varie arrivarono anche da Israele, Argentina, Spagna e Sudafrica in particolare dopo l'interruzione degli aiuti statunitensi decisa dall'amministrazione del presidente Jimmy Carter nel 1978. Con l'intensificazione della guerriglia del FSLN, la Guardia fu notevolmente potenziata e nel luglio del 1979 raggiunse il suo apice con 14/15 000 uomini sotto le armi; furono costituite varie "brigate speciali controinsurrezionali" specificamente addestrate al contrasto dei guerriglieri, ma questa forza si dimostrò insufficiente per far fronte ai successi dei sandinisti.
Con varie zone del paese ormai in mano agli insorti, le unità migliori della Guardia rimasero trincerate nella capitale Managua; il 17 luglio 1979 Somoza e gran parte del suo entourage fuggirono dal paese, lasciando che gli insorti occupassero Managua il 19 luglio. La Guardia collassò e si disintegrò, anche se vari suoi elementi confluirono poi nella "Legión Quince de Septiembre", uno dei vari raggruppamenti di "contras" ostili al nuovo governo sandinista instaurato nel paese.

## Nella cultura di massa
La Guardia Nazionale nicaraguense è stata descritta in tre grandi produzioni cinematografiche dedicate alla Rivoluzione sandinista del 1979: il primo è il film tedesco del 1980 La rivolta girato in varie location in Nicaragua, seguito nel 1983 dai film hollywoodiani Last Plane Out e Under Fire; quest'ultimo venne effettivamente girato in Messico con soldati dell'esercito messicano raffiguranti sia le truppe della Guardia che i guerriglieri del FSLN.